# Gibbaranea gibbosa
Gibbaranea gibbosa (Walckenaer, 1802) è un ragno appartenente alla famiglia Araneidae.

## Distribuzione
La specie è stata rinvenuta in diverse località della regione compresa fra l'Europa e l'Azerbaigian.

## Tassonomia
Non sono stati esaminati esemplari di questa specie dal 2005
Attualmente, a dicembre 2013, è nota una sola sottospecie:
- Gibbaranea gibbosa confinis (Simon, 1870) - Spagna, Corsica